# Suwak anatolijski
Suwak anatolijski (Meriones tristrami) – gatunek gryzonia z podrodziny myszoskoczków w rodzinie myszowatych, występujący w zachodniej części Azji: w Izraelu, Libanie, zachodniej Jordanii, Turcji, Syrii, północnym Iraku, północno-zachodnim Iranie i na Zakaukaziu. 

## Systematyka
Gatunek po raz pierwszy zgodnie z zasadami nazewnictwa binominalnego opisał w 1892 roku brytyjski zoolog Oldfield Thomas nadając mu nazwę Meriones Tristrami. Holotyp pochodził z regionu Morza Martwego, w Izraelu. 
Podział systematyczny nie jest ostatecznie zbadany. W 2008 roku naukowcy przedstawili wyniki badań genetycznych trzech populacji w Turcji i wykazali, że ze względu na zróżnicowanie należy rozróżnić trzy podgatunki:
- M. t. intraponticus
- M. t. lycaon
- M. t. blackleri

Wspomniane badania nie obejmowały jednak innych populacji gatunku.

### Etymologia
- Meriones: gr. μηρος mēros „biodro, udo”[15].
- tristrami: wielebny Henry Baker Tristram (1822–1906), kanonik Durham, podróżnik, przyrodnik, antykwariusz, wczesny zwolennik Darwina[16].

## Morfologia
Futro na części grzbietowej ma zróżnicowane ubarwienie: od czerwono-brązowego, przez szarawo-żółty do czerwono-brązowego. Część brzuszna ma kolor brudnobiały z lekkim odcieniem żółtym. 
| Cecha                                | przedział | średnia |
| ------------------------------------ | --------- | ------- |
| całkowita długość ciała z głową (mm) | 270–340   | 292,8   |
| długość tułowia z głową (mm)         | 131–175   | 145,9   |
| długość ogona (mm)                   | 138–165   | 149,6   |
| długość tylnej łapy (mm)             | 34–41     | 36,9    |
| długość ucha (mm)                    | 19–23     | 20,8    |
| masa ciała (g)                       | 74–157    | 99,8    |

## Cykl życia
Samica może rodzić przez cały rok. Ciąża trwa około 25–29 dni, a zwykle rodzi się 1–6 młodych. Oseski nie mają futer, a ich skóra jest różowa. Rodzice wspólnie troszczą się o potomstwo – samiec może opiekować się młodymi w gnieździe w ciągu dnia, podczas gdy samica żeruje. Malce stały pokarm zaczynają przyjmować około 22 dnia życia.

## Rozmieszczenie geograficzne
Suwak anatolijski występuje powszechnie w zachodniej części Azji: w Izraelu, Libanie, zachodniej Jordanii, Turcji, Syrii, północnym Iraku, północno-zachodnim Iranie i na Zakaukaziu. 

## Ekologia
Suwak anatolijski żeruje na powierzchni. Żywi się częściami zielonymi roślin i nasionami (pszenica, jęczmień, koniczyna, winorośl), ale w treści żołądka badanych osobników z populacji tureckiej, naukowcy odnaleźli resztki mrówek z rodzaju Formica. Na M. tristrami pasożytują kleszcz pospolity i Nosopshyllus durii.

### Siedlisko
Suwak anatolijski zamieszkuje stepy i półpustynie, w obszarach o opadach większych niż 100 mm rocznie. Wyjątkiem są tereny w północno-wschodniej Syrii i Jordanii, gdzie zasiedla tereny pustynne. Zarówno typy gleb siedlisk, jak i ukształtowanie nory jest zróżnicowane. Nora badana przez tureckich zoologów została odnaleziona na terenie płaskim, lekko opadającym. Miała od 3 do 5 wejść o średnicy 7 cm, a tunele opadały pod kątem 30°–45° na głębokość około 30 cm. Komora gniazdowa ma około 8 cm szerokości, a spiżarnia do składowania żywności około 10 cm. Komora gniazdowa wysłana była wysuszonymi częściami roślin, rozdrobnionymi resztkami papieru i śmieciami.